# Clément Chantôme
Clément Chantôme (* 11. September 1987 in Sens) ist ein französischer ehemaliger Fußballspieler.

## Karriere

### Verein
Chantôme steht seit der Saison 2006/07 im Profikader der Pariser. Er kommt aus der eigenen Nachwuchsabteilung. In seiner ersten Profisaison kam er zu 20 Einsätzen in der Liga und neun weiteren im Pokal. In der Folgesaison konnte er im Laufe des Pokalwettbewerbs seinen ersten Treffer erzielen. Dort erreichte man das Finale, musste sich allerdings Olympique Lyon mit 0:1 nach Verlängerung geschlagen geben. Auch in der Coupe de la Ligue wurde das Endspiel erreicht und der RC Lens mit 2:1 geschlagen. Es war Chantômes erster nationaler Erfolg als Profifußballer. Am 21. August 2013 wechselte Chantôme bis Saisonende auf Leihbasis zum FC Toulouse.
Nach 15 Jahren Pariser Vereinszugehörigkeit verließ Chantôme am 30. Januar 2015 Paris Saint-Germain und unterschrieb bei Girondins Bordeaux einen Vertrag bis zum 30. Juni 2016.

### Nationalmannschaft
Für die U-21 Frankreichs absolvierte Chantôme 2006 sechs Partien. Erst im November 2012 kam er im Testspiel gegen Japan zu seinem Debüt für die A-Nationalmannschaft.

## Erfolge
- Coupe de la Ligue: 2008
- Coupe de France: 2010
- Französischer Meister: 2013
- Französischer Supercup: 2014
- Spieler des Monats der Ligue 1: November 2010